# タカトウダイ

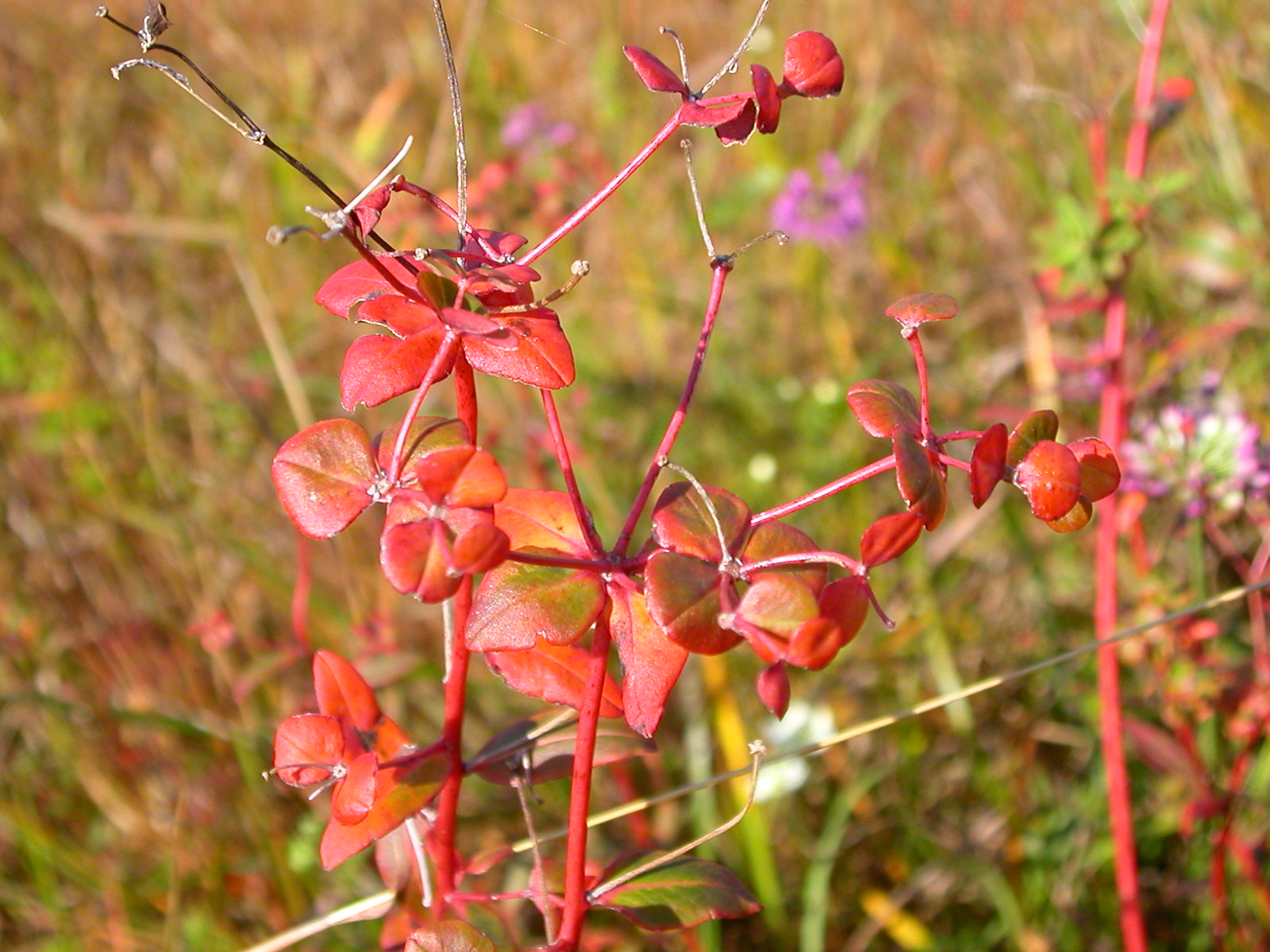
紅葉したタカトウダイ
（成東・東金食虫植物群落）

タカトウダイ（高燈台、学名: Euphorbia lasiocaula）は、日本では本州（青森県むつ市脇野沢）以南に広く分布し、日当たりのよい荒地や畑、湿地などに生えるトウダイグサ科トウダイグサ属に属する多年草。

## 概要
草丈は70センチメートルほどとなり、背の高いトウダイグサの意で形態はよく似ている。葉は、茎の中程はヘラ型で互生するが、茎の頂部の葉は丸みの強いヘラ型の葉を5枚ずつ輪生する。茎の頂部からは放射状に花茎を伸ばす。花期は6月-8月。苞葉の中に黄色い花を複数つける。秋になると紅葉する。秋の湿原の草紅葉のひとつ。茎や葉を傷つけると白い乳液を出す。全草にわたり有毒であり、毒の主成分はジテルペンのユーホルニンである。

## 利用
根を漢方薬の大戟として用いる。そのため近縁種には「タイゲキ（大戟）」の名前を持つものが多い。

## 分類

### 学名
- Euphorbia lasiocaula Boiss. (1866)

### シノニム
- Euphorbia pekinensis Rupr. var. japonensis Makino[3]
- Euphorbia pekinensis Rupr. var. lasiocaula (Boiss.) Oudejans[4]
- Euphorbia pekinensis Rupr. var. onoei (Franch. et Sav.) Makino[5]
- Euphorbia pekinensis Rupr. var. subulatifolia (Hurus.) T.B.Lee[6]
- Galarhoeus lasiocaulus (Boiss.) Hurus.[7]
- Euphorbia pekinensis auct. non Rupr.[8]
- Euphorbia onoei (Franch. et Sav.)

### 変種・亜種
トウタカトウダイ（唐高燈台）Euphorbia pekinensis Rupr.
中国本土に分布し、標高400〜2400メートルで生育する。タカトウダイと同じとされていたが、果実のいぼ状突起の形が異なり、区別されるようになった。
アソタイゲキ（阿蘇大戟）Euphorbia pekinensis ssp. asoensis
イブキタイゲキ（伊吹大戟）Euphorbia lasiocaula Boiss. var. ibukiensis (Hurusawa) T.Kuros. et H.Ohashi
シナノタイゲキ（信濃大戟）Euphorbia sinanensis (Hurusawa) T. Kurosawa & H. Ohashi
本州中北部に分布し、高さ10-50cmとなり、タカトウダイと比較してやや小型。タカトウダイと違って花期は春であり、種子が褐色である。
フジタイゲキ（富士大戟）Euphorbia watanabei Makino
静岡県の産地から低山地の草原に分布。タカトウダイおよびイワタイゲキの変種とされることもあるが、苞葉や輪生葉が黄色く、茎が無毛。花期は夏。亜種として、輪生葉が長く、種子表面にしわ状の模様があるヒュウガタイゲキ（日向大戟、E. watanabei subsp. minamitanii T. Kurosawa, Seriz. et H. Ohashi）がある。
ハマタカトウダイ（浜高燈台）Euphorbia lasiocaula Boiss. f. maritima (Hurus.) T.Kuros. et H.Ohashi
タカトウダイの海岸型。小型で背が低く、茎は匍匐して伸びる。花序は短くて花が密集する傾向にある。
ミヤマタイゲキ Euphorbia pekinensis Rupr. subsp. fauriei (H.Lév. et Vaniot) T.Kuros. et H.Ohashi
タカトウダイを含めこれらは分類によっては、トウタカトウダイ（Euphorbia pekinensis Rupr.）の変種や亜種として扱われる。

### 類似種
和名に「タイゲキ」、「タカトウダイ」が含まれる種。
イワタイゲキ（岩大戟）Euphorbia jolkinii Boiss.
関東以西、四国、九州に分布。主に海岸に生育することが特徴。高さ30-50cmであり、タカトウダイと比較してやや小型。花期は春から初夏。
サボテンタイゲキ Euphorbia antiquorum L.
スナジタイゲキ（砂地大戟）Euphorbia atoto G.Forst.
センダイタイゲキ（仙台大戟）Euphorbia sendaica Makino
タイワンタカトウダイ（台湾高燈台）Euphorbia formosana Hayata
イワタイゲキ（Euphorbia jolkinii）のシノニムともされる。
タロコタカトウダイ Euphorbia tarokoensis Hayata
セイヨウハギクソウ（Euphorbia esula）のシノニムともされる。
チャボタイゲキ（矮鶏大戟）Euphorbia peplus L.
ハクサンタイゲキ（白山大戟） Euphorbia togakusensis Hayata
ヒロハタカトウダイ（広葉高燈台）Euphorbia pallasii Turcz. ex Ledeb.
別名ヒロハタイゲキ。Euphorbia fischeriana Steud. のシノニムともされる。
マンシュウタイゲキ（満州大戟）Euphorbia mandshurica Maxim.
セイヨウハギクソウ（Euphorbia esula）のシノニムともされる。
ムサシタイゲキ（武蔵大戟）Euphorbia sendaica var. musashiensis
センダイタイゲキの変種とされていたが、センダイタイゲキとは区別できないともされている。
リュウキュウタイゲキ（琉球大戟）Euphorbia liukiuensis Hayata